# Kurt von Pritzelwitz

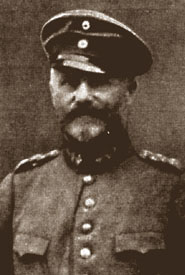
Kurt Karl Wilhelm Gustav von Pritzelwitz (1854–1935)

Kurt Karl Wilhelm Gustav von Pritzelwitz (* 19. Dezember 1854 in Berlin; † 19. Februar 1935 in Potsdam) war ein preußischer General der Infanterie im Ersten Weltkrieg.

## Leben

### Herkunft
Kurt von Pritzelwitz entstammte dem alten böhmischen Adelsgeschlecht von Pritzelwitz und war der Sohn des späteren Generals der Infanterie Gustav von Pritzelwitz (1813–1895) und dessen Ehefrau Karoline, geborene von Wrochem (1821–1907).

### Militärkarriere
Pritzelwitz trat am 28. April 1872 aus dem Kadettenkorps kommend als Sekondeleutnant in das 1. Garde-Regiment zu Fuß der Preußischen Armee ein. Nach dem Besuch der Kriegsakademie kommandierte man ihn zum Großen Generalstab. Im Anschluss daran war Pritzelwitz Militärattaché an der Gesandtschaft in München. 1897 wurde er als Major diensttuender Flügeladjutant von Kaiser Wilhelm II. Als Oberstleutnant ernannte man ihn 1899 zum Kommandeur des 2. Garde-Regiments zu Fuß. Bereits ein Jahr später erfolgte seine Abberufung und man teilte ihn als militärischen Berater Kronprinz Wilhelm zu. Von 1903 bis 1907 war Pritzelwitz Kommandeur der 40. Infanterie-Brigade und in dieser Funktion zwischenzeitlich 1904 Generalmajor geworden. Er übernahm am 1. Oktober 1907 als Generalleutnant die 17. Division in Schwerin. Am 13. September 1911 ernannte man Pritzelwitz unter gleichzeitiger Beförderung zum General der Infanterie zum Kommandierenden General des VI. Armee-Korps in Breslau.
Nach der Mobilmachung und Ausbruch des Ersten Weltkriegs verlegten seine Truppen an die Westfront. Das schlesische VI. Korps war beim Einbruch in die Ardennen der 4. Armee unterstellt, unterstützte aber den Angriff der 5. Armee auf Virton. Während der Schlacht bei Longwy erreichte es am 22. August zwischen Rossignol und Tintigny einen vollständigen Sieg gegenüber dem französischen Kolonialkorps. Die Truppen von Pritzelwitz gingen während der folgenden Kämpfe in der Champagne bei Prunay und Auberive in den Stellungskrieg über. 1915 kämpfte sein Korps im Artois und bewährte sich in der Herbstschlacht bei La Bassée und Arras. Am 7. November 1915 gab er altersbedingt sein Kommando ab, wurde zu den Offizieren von der Armee überführt und am 12. Januar 1916 unter Verleihung des Ordens Pour le Mérite zur Disposition gestellt.

### Familie
Pritzelwitz heiratete am 16. Juni 1886 in Gieraltowitz Maria von Eickstedt (* 1868). Das Paar hatte mehrere Kinder:
- Beata (* 1887) ⚭ 1910 (Scheidung 1920) Johannes von Reibnitz (1882–1939)
- Kurt (* 1891)
- Hildegard (* 1897)
- Martha (* 1897)

### Orden und Ehrenzeichen
- Ritter I. Klasse mit Krone Roter Adlerorden[3]
- Ritter I. Klasse des Kronenordens[3]
- Ritterkreuz des Königlichen Hausordens von Hohenzollern[3]
- Preußisches Dienstauszeichnungskreuz[3]
- Komtur II. Klasse des Ordens vom Zähringer Löwen[3]
- Bayerischer Militärverdienstorden II. Klasse[3]
- Komtur I. Klasse des Ordens Heinrichs des Löwen[3]
- Komtur I. Klasse des Verdienstordens Philipps des Großmütigen[3]
- Großkreuz des Greifenordens[3]
- Reußisches Ehrenkreuz I. Klasse mit Krone[3]
- Großkreuz des Albrechts-Ordens mit goldenem Stern[3]
- Ritterkreuz I. Klasse des Hausordens vom Weißen Falken[3]
- Ritterkreuz II. Klasse des Herzoglich Sachsen-Ernestinischen Hausordens[3]
- Ehrenkreuz II. Klasse des Lippischen Hausordens[3]
- Komtur II. Klasse des Friedrichs-Ordens[3]
- Großkommandeur des Erlöser-Ordens[3]
- Kommandeur des Royal Victorian Order[3]
- Großoffizier des Ordens der Krone von Italien[3]
- Orden der Eisernen Krone II. Klasse[3]
- Komtur mit Stern des Franz-Joseph-Ordens[3]
- Komtur I. Klasse des Gregoriusordens[3]
- Ritter II. Klasse mit Stern des Sankt-Stanislaus-Ordens[3]
- Komtur I. Klasse des Schwertordens[3]
- Großkreuz des Ordens der siamesischen Krone[3]
- Komtur mit Stern des Ordens Karls III.[3]
- Mecidiye-Orden I. Klasse[3]
- Eisernes Kreuz (1914) II. und I. Klasse